# كأس أرمينيا 1995
كأس أرمينيا 1995 هو الموسم 4 من كأس أرمينيا. أقيم خلال الفترة 5 مارس 1995 وحتى 28 مايو 1995، وأشرف على تنظيمه اتحاد أرمينيا لكرة القدم، وكان عدد الأندية المشاركة فيه 18، وفاز فيه أرارات يريفان.